# Харматта, Янош
Янош Харматта (венг. Harmatta János; 2 октября 1917 — 24 июля 2004) — венгерский лингвист. Он занимался расшифровкой парфянских надписей, папирусов Дура Европос и был первым, кто расшифровал крупную бактрийскую надпись. Член Венгерской, Австрийской и Французской академий наук.

## Биография
Родился 2 октября 1917 года в городе Ходмезёвашархей (Чонград). В 1939 году защитил диссертацию на соискание ученой степени доктора искусствоведения в Будапештском университете. В годы Второй мировой войны служил артиллеристом, пока не попал в плен. В 1947 году прошел хабилитатацию. После отъезда в 1952 году Освальда Семереньи за границу Харматта начал преподавать на кафедре индоевропейской лингвистики, где и проработал до конца жизни.
Харматта был не только филологом, но разбирался также в археологии и нумизматике. Основной сферой интереса учёного были иранские языки, а также индоиранская языковая семья. Харматта был специалистом по работам Геродота (ему принадлежит монография по сведениям Геродота о скифах). Кроме того, он внёс существенный вклад в формирование в Венгрии собственной школы иранистики. С 1970 года был членом отделения лингвистики и литературы Венгерской академии наук, с 1973 по 1986 год был вице-президентом академии.
Скончался 24 июля 2004 года на 87-м году жизни. Похоронен на кладбище кладбище Фаркасрети.

## Публикации
- Harmatta J. Forrástanulmányok Herodotos Skythika-jához (венг.). — Budapest: Kir. M. Pázmány Péter Tudományegyetemi Görög Filológiai Intézet,, 1941. — 70 с.
- Harmatta J. Studies on the history of the Sarmatians (англ.). — Budapest: Pázmány Péter Tudományegyetemi Görög Filológiai Intézet, 1950. — 131 p.
- Harmatta J. Elamica I (англ.) // Acta Linguistica Academiae Scientiarum Hungaricae. — 1954. — Vol. 4, iss. 3/4. — P. 287–311. — ISSN 0001-5946. — JSTOR 44310240.